# Leith Shankland
Pour les articles homonymes, voir Shankland.
Leith Shankland, né le 30 juin 1991 à Springs, est un nageur sud-africain. 

## Carrière
Leith Shankland obtient la médaille d'or des relais 4 x 100 mètres nage libre et 4 x 200 mètres nage libre aux Jeux africains de 2011 à Maputo.
Il participe ensuite aux Jeux olympiques d'été de 2012 à Londres, où il est éliminé en séries du relais 4 x 100 mètres quatre nages.
Il dispute les Jeux du Commonwealth de 2014 à Glasgow, obtenant la médaille d'argent du relais 4 x 100 mètres nage libre et la médaille de bronze du 4 x 100 mètres quatre nages.